# Froloș, Kiustendil
Froloș (în bulgară Фролош) este un sat în comuna Kocerinovo, regiunea Kiustendil,  Bulgaria. 

## Demografie
Componența etnică a satului Froloș
     Bulgari (99,25%)
     Nicio identificare (0,74%)
     Altele (0%)
La recensământul din 2011, populația satului Froloș era de 135 locuitori. Din punct de vedere etnic, majoritatea locuitorilor (99,25%) erau bulgari. Pentru 0,74% din locuitori nu este cunoscută apartenența etnică.